# Sipanea pratensis
Sipanea pratensis är en måreväxtart som beskrevs av Jean Baptiste Christophe Fusée Aublet. Sipanea pratensis ingår i släktet Sipanea och familjen måreväxter.

## Underarter
Arten delas in i följande underarter:
- S. p. dichotoma
- S. p. pratensis